# ستيوارت هنري (دي جيه)
ستيوارت هنري (بالإنجليزية: Stuart Henry)‏ هو مذيع ودي جيه بريطاني، ولد في 24 فبراير 1942 في إدنبرة في المملكة المتحدة، وتوفي في 24 نوفمبر 1995 في لوكسمبورغ.

## وصلات خارجية
- ستيوارت هنري على موقع IMDb (الإنجليزية)